# Чувашский областной комитет КПСС
Чувашский областной (республиканский) комитет КПСС — центральный партийный орган, существовавший в Чувашии (Чувашская автономная область, Чувашская АССР) с 1920 года по 1991 год.

## История
- С октября 1920 по февраль 1921 года существовал Временный Чувашский областной комитет РКП(б)[4].
- В феврале 1921 года образован Чувашский областной комитет РКП(б).
- 31 декабря 1925 года Чувашский областной комитет РКП(б) переименован в Чувашский областной комитет ВКП(б).
- 13 октября 1952 года Чувашский областной комитет ВКП(б) переименован в Чувашский областной комитет КПСС.
- В августе 1990 года преобразован в Чувашский республиканский комитет КП РСФСР (в составе КПСС)[5].
- 23 августа 1991 года деятельность КП РСФСР (КПСС) приостановлена[5], а 6 ноября того же года запрещена[6].

## Первые секретари регионального комитета партии
- Эльмень, Даниил Семёнович — председатель временного Чувашского областного комитета РКП(б) — октябрь 1920 — февраль 1921
- Савандеев, Георгий Степанович — ответственный секретарь областного комитета РКП(б) март — октябрь 1921[7].
- Ласточкин, Антон Тихонович — ответственный секретарь областного комитета РКП(б) — 22 октября 1921 — 15 марта 1922
- Михайлов, Гавриил Михайлович — ответственный секретарь областного комитета РКП(б) — 15 марта — 12 октября 1922
- Эльмень, Даниил Семёнович — ответственный секретарь областного комитета РКП(б) — 15 октября 1922 — 10 мая 1924
- Томасов, Михаил Тимофеевич — ответственный секретарь областного комитета РКП(б) — 15 мая 1924 — 22 октября 1925
- Алексеев, Василий Алексеевич — ответственный секретарь областного комитета РКП(б) / ВКП(б) — 22 октября 1925 — 22 ноября 1926
- Петров, Сергей Порфирьевич — ответственный секретарь областного комитета ВКП(б) 22 ноября 1926 — 1932 / первый секретарь областного комитета ВКП(б) — 1932 — 14 ноября 1937[5]
- Иванов, Герасим Иванович — первый секретарь областного комитета ВКП(б) — 14 ноября 1937 — 17 сентября 1938
- Волков, Алексей Алексеевич — первый секретарь областного комитета ВКП(б) — 1 октября 1938 — 4 марта 1940[8]
- Чарыков, Иван Матвеевич — первый секретарь областного комитета ВКП(б) — 4 марта 1940 — 2 декабря 1948
- Ахазов, Тимофей Аркадьевич — первый секретарь областного комитета ВКП(б) / КПСС — 2 декабря 1948 — 14 ноября 1955
- Ислюков, Семён Матвеевич — первый секретарь областного комитета КПСС — 14 ноября 1955 — 4 января 1968[9][10][11]
- Вороновский, Николай Анатольевич  — первый секретарь областного комитета КПСС — 4 января 1968 — 28 ноября 1973
- Прокопьев, Илья Павлович — первый секретарь областного комитета КПСС — 14 января 1974 — 25 октября 1988[12][13][14]
- Петров, Александр Петрович — первый секретарь областного комитета КПСС — 25 октября 1988 — 2 июня 1990
- Шурчанов, Валентин Сергеевич — первый секретарь областного комитета КПСС — 2 июня 1990 — август 1990 / первый секретарь республиканского комитета КП РСФСР — август 1990 — 23 августа 1991[5]